# Стрмово (Лазаревац)
Стрмово је насеље у градској општини Лазаревац у граду Београду. Према попису из 2022. било је 241 становника.

## Демографија
У насељу Стрмово живи 253 пунолетна становника, а просечна старост становништва износи 40,4 година (38,6 код мушкараца и 42,1 код жена). У насељу има 103 домаћинства, а просечан број чланова по домаћинству је 3,15.
Ово насеље је великим делом насељено Србима (према попису из 2002. године).
|  |

| Демографија | Демографија | Демографија |
| Година      | Становника  | Становника  |
| ----------- | ----------- | ----------- |
| 1948.       | 376         |             |
| 1953.       | 417         |             |
| 1961.       | 436         |             |
| 1971.       | 353         |             |
| 1981.       | 344         |             |
| 1991.       | 370         | 368         |
| 2002.       | 324         | 324         |

| Етнички састав према попису из 2002.‍ | Етнички састав према попису из 2002.‍ | Етнички састав према попису из 2002.‍ | Етнички састав према попису из 2002.‍ | Етнички састав према попису из 2002.‍ |
| ------------------------------------ | ------------------------------------ | ------------------------------------ | ------------------------------------ | ------------------------------------ |
|                                      |                                      |                                      |                                      |                                      |
| Срби                                 | Срби                                 |                                      | 323                                  | 99,69%                               |
| Румуни                               | Румуни                               |                                      | 1                                    | 0,30%                                |
| непознато                            | непознато                            |                                      | 0                                    | 0,0%                                 |

| Година пописа     | 1948. | 1953. | 1961. | 1971. | 1981. | 1991. | 2002. |
| ----------------- | ----- | ----- | ----- | ----- | ----- | ----- | ----- |
| Број домаћинстава | 69    | 81    | 95    | 108   | 95    | 107   | 103   |

| Број чланова      | 1  | 2  | 3  | 4  | 5  | 6 | 7 | 8 | 9 | 10 и више | Просек |
| ----------------- | -- | -- | -- | -- | -- | - | - | - | - | --------- | ------ |
| Број домаћинстава | 17 | 24 | 19 | 23 | 12 | 6 | 2 | 0 | 0 | 0         | 3,15   |

| Пол    | Укупно | Неожењен/Неудата | Ожењен/Удата | Удовац/Удовица | Разведен/Разведена | Непознато |
| ------ | ------ | ---------------- | ------------ | -------------- | ------------------ | --------- |
| Мушки  | 133    | 40               | 82           | 5              | 6                  | 0         |
| Женски | 137    | 16               | 83           | 30             | 7                  | 1         |
| УКУПНО | 270    | 56               | 165          | 35             | 13                 | 1         |

| Пол    | Укупно                    | Пољопривреда, лов и шумарство | Рибарство                            | Вађење руде и камена | Прерађивачка индустрија       |
| ------ | ------------------------- | ----------------------------- | ------------------------------------ | -------------------- | ----------------------------- |
| Мушки  | 74                        | 2                             | 0                                    | 50                   | 3                             |
| Женски | 69                        | 48                            | 0                                    | 7                    | 4                             |
| УКУПНО | 143                       | 50                            | 0                                    | 57                   | 7                             |
| Пол    | Производња и снабдевање   | Грађевинарство                | Трговина                             | Хотели и ресторани   | Саобраћај, складиштење и везе |
| Мушки  | 1                         | 12                            | 1                                    | 1                    | 1                             |
| Женски | 1                         | 0                             | 1                                    | 3                    | 0                             |
| УКУПНО | 2                         | 12                            | 2                                    | 4                    | 1                             |
| Пол    | Финансијско посредовање   | Некретнине                    | Државна управа и одбрана             | Образовање           | Здравствени и социјални рад   |
| Мушки  | 0                         | 0                             | 0                                    | 1                    | 0                             |
| Женски | 0                         | 0                             | 0                                    | 3                    | 1                             |
| УКУПНО | 0                         | 0                             | 0                                    | 4                    | 1                             |
| Пол    | Остале услужне активности | Приватна домаћинства          | Екстериторијалне организације и тела | Непознато            | Непознато                     |
| Мушки  | 0                         | 0                             | 0                                    | 2                    | 2                             |
| Женски | 0                         | 1                             | 0                                    | 0                    | 0                             |
| УКУПНО | 0                         | 1                             | 0                                    | 2                    | 2                             |